# Richmond County, Virginia
Richmond County är ett administrativt område i delstaten Virginia, USA, med 9 254 invånare. Den administrativa huvudorten (county seat) är Warsaw. 

## Geografi
Enligt United States Census Bureau så har countyt en total area på 560 km². 495 km² av den arean är land och 65 km² är vatten.  

### Angränsande countyn
- Westmoreland County - norr
- Northumberland County - öster
- Lancaster County - sydost
- Essex County - sydväst